# Fokker E.I

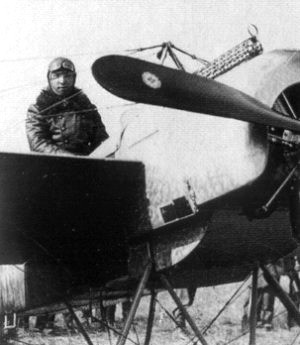
Макс Иммельманн — один из первых асов, за штурвалом Fokker E.I.

Fokker E.I — одноместный расчалочный моноплан, использовавшийся как истребитель-разведчик конструкции Фоккера.
Являлся модификацией самолёта разведчика «Фоккер» М5К, созданного на основе конструкции аэроплана «Моран Солнье» G. Основное отличие от «Фоккер» М5К — установленный синхронизированный пулемет. Первый полёт состоялся в 1915 году.
Fokker E.I был первым самолётом, оснащённым синхронизатором — устройством, позволяющим стрелять из установленного на носу пулемёта прямо по курсу без опасности повредить пулями лопасти. Синхронизатор блокировал затвор пулемета в момент прохождения лопасти винта мимо дульного среза оружия. Это давало существенное преимущество в бою над любыми другими существовавшими на тот момент истребителями, у которых пулемёты были расположены менее удобно, и союзники потеряли значительное число самолётов. Новый истребитель был опасным даже для французских вооружённых самолётов. Большинство французских машин имело конструкцию с толкающим двигателем, и, даже имея на борту пулемет, у них не было возможности защитить заднюю полусферу. Фоккер имел возможность зайти противнику в хвост и расстрелять его двигатель.
С августа 1915 до весны 1916 года в небе доминировала германская авиация. Возникло такое понятие как «Бич Фоккера» — когда действия ВВС Антанты были парализованы присутствием германских истребителей.

## Технические характеристики
- Размах крыла, м 8.53
- Длина, м 6.76
- Высота, м 2.89
- Площадь крыла, м² 14.40
- Масса, кг
  - пустого самолёта 357
  - нормальная взлётная 662
- Тип двигателя 1 ПД Oberursel U.0
- Мощность, л. с. 1 х 80
- Максимальная скорость, км/ч 132
- Крейсерская скорость, км/ч 118
- Практическая дальность, км 200
- Продолжительность полёта, ч. мин 1.30
- Максимальная скороподъёмность, м/мин 232
- Практический потолок, м 3048
- Экипаж 1
- Вооружение: один 7.92-мм пулемёт LMG 08/15 Spandau